# Lwi Dwór
 (septembre 2021).
 (mai 2024).
Si vous disposez d'ouvrages ou d'articles de référence ou si vous connaissez des sites web de qualité traitant du thème abordé ici, merci de compléter l'article en donnant les références utiles à sa vérifiabilité et en les liant à la section « Notes et références ».

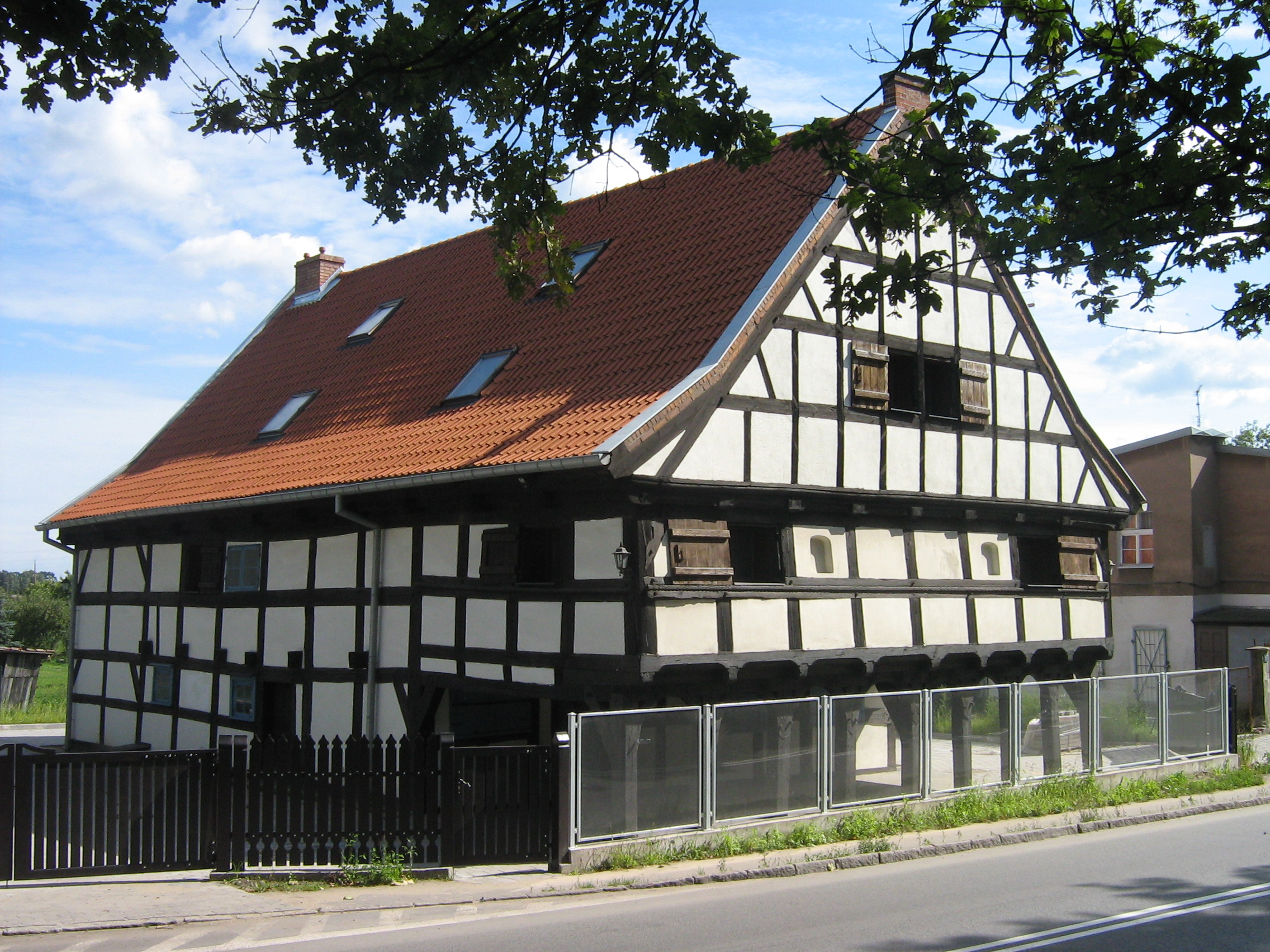
Lwi Dwór (vue de gauche)

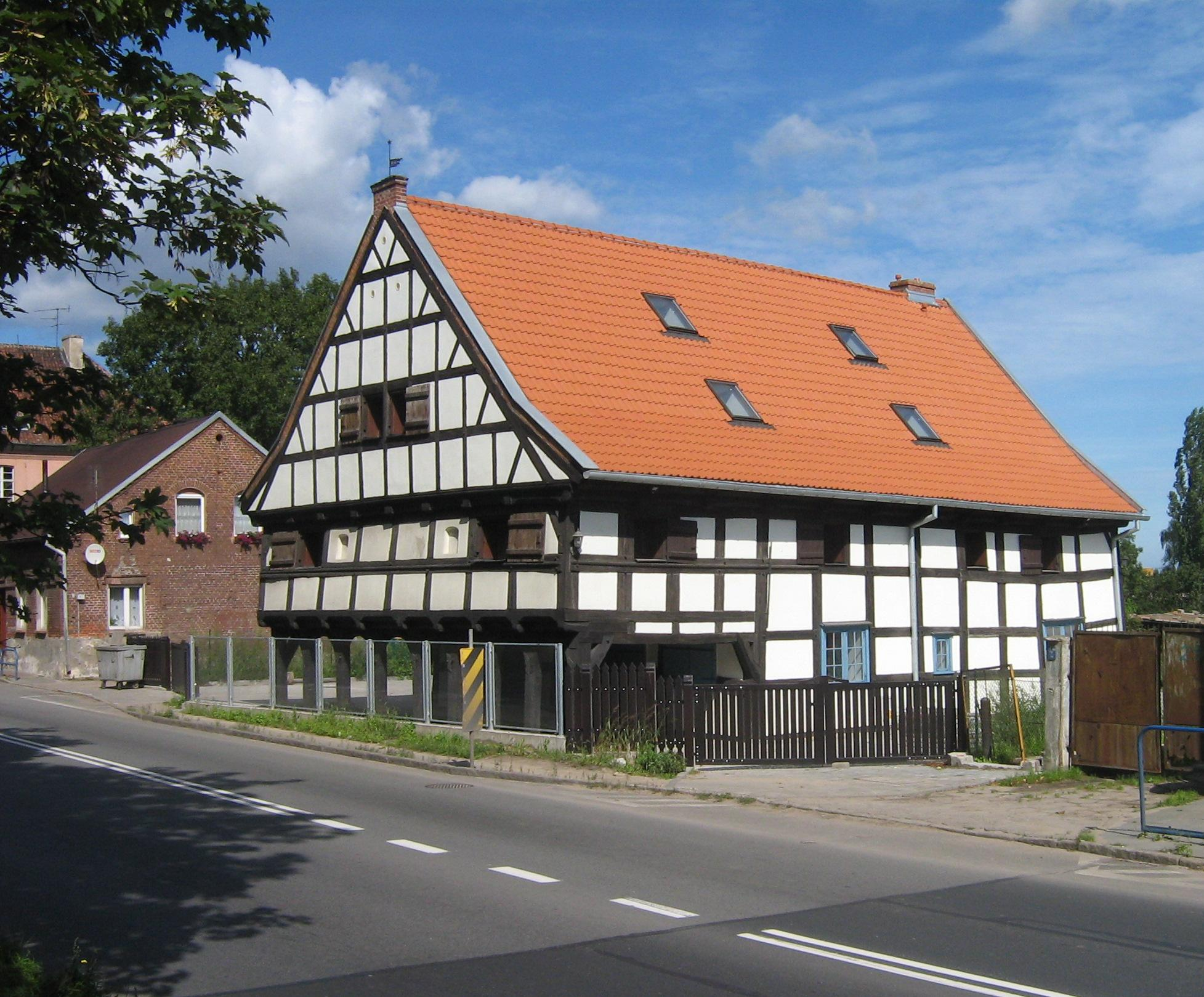
Lwi Dwór (vue de droite)

Lwi Dwór (en allemand, Löwenhof, littéralement en français Cour des Lions) est une maison à colombages de deux étages vieille de 400 ans avec une arcade située dans le quartier Orunia de Gdańsk.
Le bâtiment est un exemple typique de l'architecture des colons hollandais dans la région du Dantzig Werder (en polonais : Żuławy Gdańskie). Il y avait autrefois une taverne de village dans le bâtiment.
La construction est à pans de bois dont la charpente a été conservée dans son état d'origine. Seul l'ancien remplissage des pans de bois en terre cuite avec des tiges d'osier a été remplacé par une maçonnerie en briques dans les années 1960.
Le bâtiment a été inscrit au registre des monuments de Gdańsk.

## Liens web
- Lwi Dwor